# Первое Цепляево
Пе́рвое Цепля́ево — село в Шебекинском районе Белгородской области, административный центр Первоцепляевского сельского поселения.

## География
Село расположено в 20 км от райцентра Шебекино и в 30 км от железнодорожной станции Нежеголь. У села протекает река Нежеголек, приток Северского Донца.

## История
Село Цепляево образовалось в 16 веке, на землях села водились цапли и первое название села было Цаплява,
с 1654 года село стало называться Цепляевка. Первыми поселенцами были крестьяне из соседних деревень, которым не хватало земли.
Деревня Цепляевка относилась к Курской губернии Новооскольского уезда Троицкой волости. В Цепляевке жили в основном государственные крепостные крестьяне, которые были направлены сюда для охраны южной государственной границы.
После 1917 года село стало называться Первое Цепляево.

## Социальные объекты и инфраструктура
- 3 магазина
- Первоцепляевский ЦКР
- Первоцепляевская МБОУ СОШ
- Парикмахерская
- Музей истории Сёл Первоцепляевского Сельского Поселения
- Здание администрации
- "СПК НИВА"
- 6 Детских площадок
- Парк
- Памятник советским воинам
- Почтовое отделение
- Памятник В.И. Ленину в окружении детей